# Єлар'ї
Єлар'ї (словен. Jelarji) — поселення в общині Копер, Регіон Обално-крашка, Словенія. Висота над рівнем моря: 175,8 м.